# Lycocorax obiensis
Lycocorax obiensis — вид горобцеподібних птахів родини дивоптахових (Paradisaeidae).

## Таксономія
Традиційно вважався підвидом дивоптаха бурокрилого (Lycocorax pyrrhopterus). Виокремлений у 2016 році.

## Поширення
Ендемік Індонезії. Поширений на двох невеликих островах — Обі та Біса, в Північному Малуку. Мешкає у рівнинних лісах.

## Опис
Птах завдовжки 34-42 см, вага 250—370 г. Оперення рівномірно чорнувате з синювато-зеленим блиском по всьому тілу та світло-коричневими маховими перами. Дзьоб світло-сірий, очі червоні, з неопереним чорним навколоочним кільцем. Ноги темні.

## Спосіб життя
Трапляється поодинці. Пересувається під пологом лісу у пошуках поживи. Основу раціону складають плоди ареки Катеху (Areca catechu). Також поїдає плоди інших дерев, рідше комах, павуків та інших безхребетних.
Сезон розмноження триває між груднем і червнем. Один з небагатьох моногамних видів дивоптахів: обидва партнери співпрацюють у будівництві гнізда та догляді за пташенятами. Гніздо будують на гілках дерев на висоті 6-8 метрів над землею. У кладці одне рожеве яйце з дуже тонкими коричнево-чорнуватими прожилками.